# 直鞍農業協同組合
直鞍農業協同組合（ちょくあんのうぎょうきょうどうくみあい、通称：JA直鞍）は福岡県直方市に本所を置く農業協同組合。

## 区域
- 直方市
- 宮若市
- 鞍手郡鞍手町
- 鞍手郡小竹町

## 沿革
- 1962年（昭和37年）8月 - 若宮・吉川・中・山口の各農協が合併し、若宮町農協が発足[1]。
- 1963年（昭和38年）3月 - 古月・剣・西川の各農協が合併し、鞍手町農協が発足[1][2]。
- 同年同月 - 宮田・笠松の各農協が合併し、宮田町農協が発足[1]。
- 1964年（昭和39年）3月 - 福地・頓野・新入・植木の各農協が合併し、直方市農協が発足[1]。
- 1971年（昭和46年）4月 - 直方市農協と直方信用農協が合併[1]。
- 1973年（昭和48年）7月 - 直方市農協と小竹町農協が合併[1]。
- 1976年（昭和51年）4月 - 鞍手町農協ライスセンター落成[3]。
- 1992年（平成4年）8月 - 若宮町農協ライスセンター落成[4]。
- 1996年（平成8年）4月 - 若宮町・宮田町の各農協が合併し、若宮田農協が発足[5]。
- 2000年（平成12年）4月 - 若宮田農協が、Aコープ事業を（株）エーコープ福岡[6]（現・（株）Aコープ九州）に譲渡[7]。
- 2001年（平成13年）4月 - 直方市・若宮田の各農協が合併し、直鞍農協が発足[8][9]。
- 2003年（平成15年）7月 - 直鞍農協と鞍手町農協が合併[8]。
- 2004年（平成16年）
  - 11月 - 居宅介護事業を開始[8]。
  - 12月 - 農産物直売所「サングリーン鞍手」開業[8]。
- 2006年（平成18年）9月 - 古月・西川両支所を閉鎖。鞍手支所を新築し、開業[8]。
- 2007年（平成19年）
  - 5月 - アグリ総合センター開業[8]。
  - 10月 - 不動産事業等を行う子会社「ジェイエイ総合サービス（株）」を設立[8]。
- 2012年（平成24年）
  - 4月 - 若宮支所を新築し、開業[8]。
  - 10月 - 日吉支所を若宮支所に統合[8]。
  - 12月 - ジェイエイ総合サービス（株）解散[8]。
- 2014年（平成26年）10月 - 農産物直売所「四季菜館」リニューアルオープン[8]。
- 2022年（令和4年）
  - 3月 - 小竹支所を新入支所へ、剣支所を鞍手支所へ、それぞれ統合[10]。
  - 4月 - 直方・宮田・若宮の3農機センターを統合し、旧直方農機センターの所在地に直鞍農機センターを設置[11]。

## 店舗・施設

### 本所・支所
- 本所
- 頓野支所
- 新入支所
- 宮田支所
- 若宮支所
- 鞍手支所

### 施設
- 旅行センター
- 営農センター
- ヘルパーステーション
- 経済課
- 頓野グリーンセンター
- 新入グリーンセンター
- 宮田グリーンセンター
- 若宮グリーンセンター
- 鞍手グリーンセンター
- 農産物直売所「四季菜館」
- 農産物直売所「サングリーン鞍手」
- 直鞍農機センター
- 若宮インター給油所
- 鞍手給油所
- 笠松配送センター
- 若宮ライスセンター
- 鞍手ライスセンター
- アグリ総合センター